# Pompeo Probo
Pompeo Probo (latino: Pompeius Probus; fl. 307-314) è stato un politico romano di età imperiale, legato alla corte d'Oriente.
Intorno al 307 fu inviato insieme a Licinio da Galerio presso Massenzio. Tra il 310 e il 314 fu prefetto del pretorio in Oriente. Essendo dunque legato alla corte d'Oriente, la sua nomina a console del 310 non fu riconosciuta né da Massenzio, che controllava Roma, né da Costantino I, che regnava sulle Gallie, e il suo potere fu effettivo, dunque, solo in Oriente.